# Amnesia: A Machine for Pigs
Amnesia: A Machine for Pigs – komputerowa gra przygodowa z elementami survival horror stworzona przez The Chinese Room wspólnie z Frictional Games. Jej premiera nastąpiła 10 września 2013 roku na komputery osobiste. Tytuł stanowi pośrednią kontynuację gry Amnesia: Mroczny obłęd, która została wyprodukowana przez Frictional Games. Mimo że jest osadzona w tym samym świecie, co poprzednia produkcja, rozgrywa się w innych realiach z całkowicie nowymi postaciami.
Gra została dobrze przyjęta przez krytyków, osiągając średnią ocen 71,57% w serwisie GameRankings i 72/100 w Metacritic. Pozytywnie oceniano fabułę produkcji, oprawę audiowizualną i projekty poziomów, a jako największe jej wady uznano usunięcie wielu aspektów rozgrywki z poprzedniej odsłony oraz to, że jest od niej mniej straszna.

## Fabuła
Akcja gry toczy się w 1899 roku (sześćdziesiąt lat po wydarzeniach z Mrocznego obłędu) w Londynie podczas epoki wiktoriańskiej. Głównym bohaterem jest Oswald Mandus, zamożny przemysłowiec, który po powrocie z fatalnej podróży do Meksyku zostaje zmorzony gorączką i śni o tajemniczej maszynie. Po kilku miesiącach odzyskuje świadomość i słyszy ryk silnika zwiastujący start machiny. Głos z telefonu tłumaczy bohaterowi, że jego dzieci są uwięzione w części maszyny zalanej wodą przez sabotażystę. Gracz schodzi w głąb machiny aby je uratować zbierając notatki i unikając zmutowanych istot błąkających się po korytarzach. Po uruchomieniu maszynerii bohater mdleje. Głos opowiada mu że to on był sabotażystą, że miał wizję przyszłości pełnej wojen i cierpienia, że to on stworzył maszynę i że zabił własne dzieci, aby nie musiały żyć w takich czasach. Oswald ucieka na powierzchnię gdzie dowiaduje się, że celem istnienia maszyny jest "oczyszczenie świata". Dziwne istoty biegają po ulicach Londynu porywając ludzi. Zdecydowany zakończyć to szaleństwo gracz wraca do maszyny, aby jeszcze raz zostać sabotażystą. Gdy gracz zbliża się do serca mechanizmu maszyna próbuje go przekonać, że jest jego przyjacielem, że jest jedynym rozwiązaniem na nadchodzące zło. Maszyna zostaje wyłączona.

## Rozgrywka
A Machine for Pigs jest komputerową grą przygodową z elementami survival horroru rozgrywaną z perspektywy pierwszej osoby. Projekty poziomów tytułu różnią od tych z Mrocznego obłędu, m.in. pojawiają się tereny zewnętrzne, a obszary rozgrywki są większe. Sztuczna inteligencja przeciwników została zmieniona, tak aby gracz nie mógł przewidzieć ich zachowań bazując na doświadczeniach z poprzedniej gry. Gracz nadal nie ma możliwości walki z wrogami. Menu ekwipunku zostało usunięte, podobnie jak konieczność szukania paliwa do lampy oraz system poczytalności bohatera. Ograniczona została możliwość interakcji ze środowiskiem gry.

## Tworzenie
W 2010 roku, po wydaniu Mrocznego obłędu, pracownicy studia Frictional Games chcieli rozwinąć serię Amnesia, lecz nie mieli na to czasu. Później, podczas GDC Europe 2011, spotkali Dana Pinchbecka z The Chinese Room, z którym zaczęli rozmowy w sprawie następnego tytułu. Rozwój gry zaczął się w grudniu 2011 roku w studiu The Chinese Room, podczas gdy rolą Frictional Games było finansowanie produkcji, pełnienie obowiązków producenta wykonawczego oraz wydanie produktu. Twórcy ogłosili, że niektóre elementy rozgrywki znane z Mrocznego obłędu zostały usunięte, dodano za to kilka nowych. Miało to na celu dostarczenie graczom zaznajomionym z Mrocznym obłędem świeżych wrażeń. Aby nie zawieść fanów oryginału zapewniono jednak, że główne założenia rozgrywki zostały niezmienione. 14 czerwca 2012 roku opublikowano pierwszy zwiastun gry, a na Halloween tego samego roku drugi. Studio The Chinese Room zakończyło produkcję w lutym 2013 roku i przekazało finalną wersję gry w ręce pracowników Frictional Games, którzy zajęli się jej testowaniem, optymalizacją i poprawianiem oraz przygotowaniem tłumaczenia z angielskiego na dziewięć innych języków.

### Ścieżka dźwiękowa
Ścieżka dźwiękowa została skomponowana przez Jessicę Curry. W maju 2013 roku opublikowano pierwszy utwór zatytułowany „Mors Praematura”. Cały album zawiera 51 utworów, a jego premiera nastąpiła 10 września 2013 roku wraz z premierą gry w serwisie Bandcamp.

## Wydanie
Pierwotnie gra miała ukazać się w czwartym kwartale 2012 roku, ale autorzy zdecydowali się opóźnić wydanie, aby dopracować grę i spełnić oczekiwania graczy. W lutym 2013 roku Frictional Games ogłosiło, że jej premiera ma nastąpić w drugim kwartale 2013 roku, jednak znów ją przesunięto. Wytłumaczono to faktem, iż początkowo A Machine for Pigs miała być krótką, eksperymentalną grą rozgrywającą się w uniwersum Amnesia, jednak przeobraziła się w pełnoprawną produkcję. W czerwcu 2013 roku Jens Nilsson na forum Frictional Games poinformował, iż gra została ponownie opóźniona i tym razem zdecydowano się przełożyć premierę na koniec lata. Zadebiutowała 10 września 2013 roku w serwisach dystrybucji cyfrowej w wersji na systemy operacyjne Windows, OS X i Linux.